# Marie Gutheil-Schoder
Marie Gutheil-Schoder (16 de febrero de 1874, Weimar - 4 de octubre de 1935, Ilmenau, Turingia) fue una de las más importantes sopranos alemanas de su época.
Debutó como segunda dama en Die Zauberflöte, en Weimar, en 1891. Gustav Mahler la contrató para la Ópera de Viena en 1900, donde formó parte del elenco hasta 1926.
Cantó en Covent Garden, como Octavian en Der Rosenkavalier, en 1913. Se la reconoció como actriz y en Carmen, Mignon, Nedda, Eva, Pamina, Mignon, Mimi, Oktavian, Elektra, Salomé, Martha, Cherubin y Donna Elvira.
Estrenó el monodrama de Arnold Schönberg Erwartung, en 1924, en Praga. 
Al retirarse se dedicó a la dirección escénica y como profesora de canto en el Mozarteum de Salzburgo, tuvo varios discípulos famosos, entre ellos Rise Stevens. 
Se casó en Gustav Gutheil, Kapellmeister del teatro de Weimar. 
En 1920, volvió a casarse con el fotógrafo Franz Setzer.
En 1961 se bautizó en su honor Gutheil-Schoder-Gasse una calle de Viena.

## Bibliografía

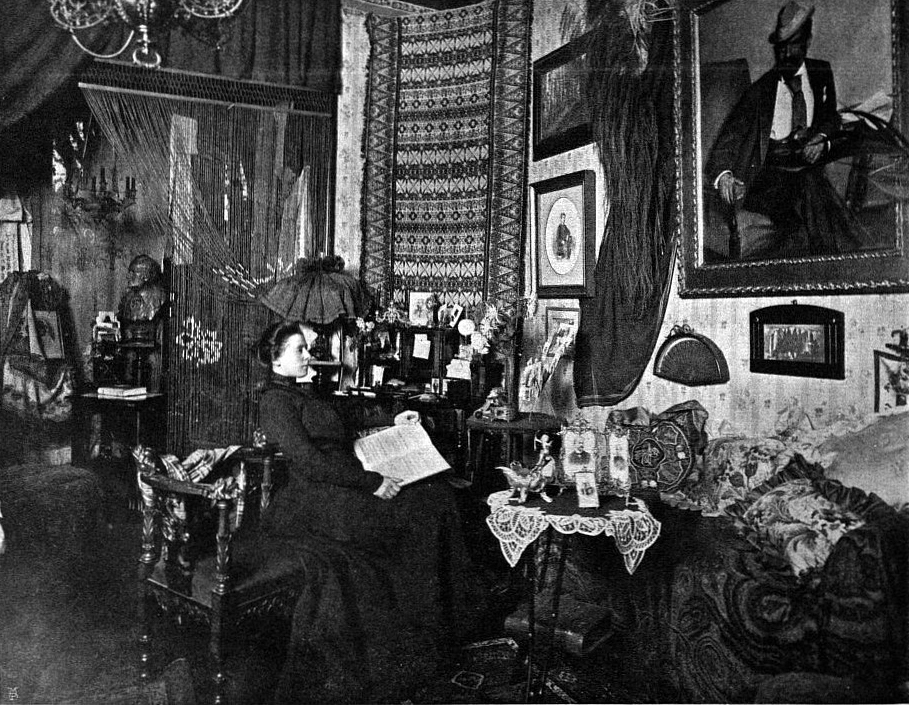
Marie Gutheil-Schoder en su hogar en Viena.